# Estación de Caldas da Rainha
La Estación Ferroviária de Caldas da Rainha, igualmente conocida como Estación de Caldas da Rainha, es una plataforma de la Línea del Oeste, que sirve la localidad de Caldas da Rainha, en la región Oeste de Portugal.

## Características

### Localización y accesos
Se encuentra en el centro de la localidad de Caldas da Rainha, junto a la Avenida de la Estación de Ferrocarriles.

### Características físicas
En 2004, esta Estación ostentaba la clasificación D de la Red Ferroviaria Nacional, presentaba tres vías de circulación, donde se podían efectuar maniobras, y disponía de un servicio de abastecimiento de gasóleo; también tenía un servicio de información al público. El complejo de la estación incluía, en 2005 un edificio de pasajeros, sanitarios, un antiguo restaurante y una vivienda, dormitorios, y una cochera.
Contaba, en enero de 2011, con tres vías de circulación, con 558 y 310 metros de longitud; las plataformas tenían todas 196 metros de extensión, mostrando 45 y 40 centímetros de altura.
Las paredes exteriores del edificio de pasajeros se encuentran parcialmente revestidas por 11 paneles de azulejos bicromáticos, producidos por la Fábrica Aleluia de Aveiro en 1924, representando varios marcos de la ciudad y de la región, como el Chafariz de las Cinco Bicas, la Plaza de la República, la Torre de la Iglesia de Nuestra Señora del Pópulo, el Hospital Termal, el Bosque y el Parque D. Carlos I, la Vera del Arelho y la Laguna de Óbidos; existen, también retratos de la Reina D. Leonor y de Rafael Bordalo Pinheiro.

### Servicios
Esta plataforma era utilizada, en mayo de 2011, por servicios Regionales e Interregionales de la transportista Comboios de Portugal.

## Historia

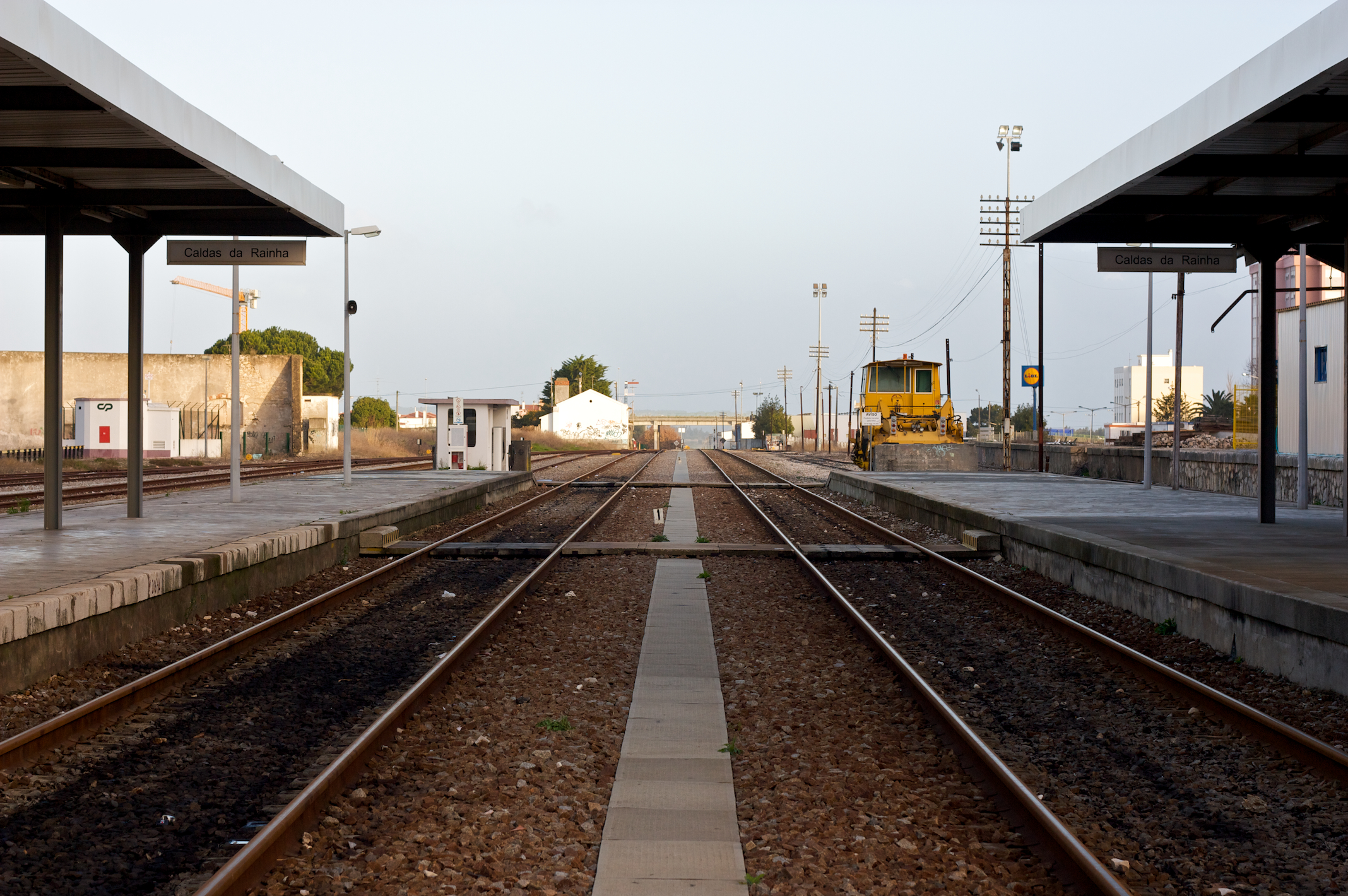
Cierre de vías de la estación, en el sentido de Figueira da Foz, en 2009.

### Apertura al servicio
El tramo entre Torres Vedras y Leiría, en el cual esta estación se inserta, abrió a la explotación el 1 de agosto de 1887.

### La estación en elsigloXXI
En septiembre de 2009, la Coligação Democrática Unitária pasó por la estación de Caldas da Rainha en su acción de protesta sobre las condiciones del servicio de pasajeros en la Línea del Oeste; el evento contó con una sesión de protesta en la travesía frente a la estación.
La estación fue objetivo de obras en 2002, siendo remodelados el interior del edificio de pasajeros y los sanitarios; la intervención en el edificio pasó por la pintura, reparación de las coberturas y reconstrucción de los azulejos. En 2004, fueron instaladas, después de diversas obras de recuperación, en el antiguo restaurante y en un antiguo edificio para vivienda en el interior de la estación, los servicios del Eje Oeste; se encuentra, igualmente, proyectada la recuperación de la cochera.

### Movimiento de pasajeros y mercancías
En 1958, la estación ofrecía servicios de pasajeros y equipajes, de la Compañía de los Caminhos de Ferro Portugueses. En ese año, esta era la principal plataforma, en tráfico de pasajeros, en la región en que se inserta; en la época de balnearios, de la Pascua y de Navidad, se notaba un crecimiento del movimiento de pasajeros.
En el movimiento de mercancías, Caldas da Rainha tenía, en 1958 la mayor cantidad de remesas en la región, en los regímenes de Alta y Baja Velocidad; las exportaciones en régimen de Baja Velocidad eran trigo, vino, maderas de eucaliptus o de pino en bruto, maíz, harina de trigo, patata, ganado diverso, madera de eucaliptus o de pino aplanada o serrada, cables y tejidos, lozas y vidrios, frijol y maíz, ganado bovino, madera en obra, excepto mobiliario, y ornamentos de madera. Las principales mercancías expedidas, en 1958, en régimen de Gran Velocidad, fueron frutas verdes, hortalizas y legumbres verdes, caza, y otras mercancías diversas.